# Hans Elfgen
Johann Markus Hans Elfgen (geboren 12. Februar 1889 in Köln; gestorben 25. Oktober 1968 in Köln–Braunsfeld) war ein preußischer Verwaltungsbeamter und von 1927 bis 1933 Regierungspräsident des Regierungsbezirks Köln. Mit Ausnahme des Revolutionsjahres 1848 war Hans Elfgen der einzige aus Köln gebürtige Regierungspräsident von Köln während der ersten 140 Jahre des Bestehens des Regierungsbezirkes.

## Leben

### Herkunft und Ausbildung
Hans Elfgen war der Sohn des Kaufmannes Heinrich Elfgen (1856–1919), Teilhaber der Kaffeegroßhandlung Carl Mertens Wittwe, und der Katharina, geborene Bechen. Nach dem Besuch des Kaiser-Wilhelm-Gymnasiums in seiner Heimatstadt, an dem er 1907 als Primaner den Kaiserpreis erhielt und wo er zu Ostern 1908 die Reifeprüfung ablegte, studierte er an den Universitäten in Lausanne, München und Bonn Rechtswissenschaften. Seit dem Studium war er Mitglied der katholischen Studentenverbindungen KStV Arminia Bonn und KStV Saxonia München im KV.  Nach dem Abschluss trat er im Jahr 1911 als Gerichtsreferendar in den preußischen Justizdienst ein, wo er bis 1914 seine weitere Ausbildung bei den Amtsgerichten in Stolberg und Köln erhielt. In Berlin legte er 1918 die zweite juristische Staatsprüfung ab. Mit seiner Ernennung zum Gerichtsassessor nach dem Ersten Weltkrieg, 1919, wurde er in der Folge zur weiteren Ausbildung an die Staatsanwaltschaft nach Stettin überwiesen. Von dort wechselte er für ein Semester an die neu begründete Universität zu Köln, um dort ein volkswirtschaftliches Sonderstudium zu absolvieren und im Weiteren Beschäftigung in der Präsidialabteilung des Oberlandesgerichts Köln zu finden, bevor er schließlich Anfang 1921 als Justiziar für Besatzungsangelegenheiten bei der Regierung Köln in den Verwaltungsdienst übertrat. Regierungspräsident war zu dieser Zeit Philipp Brugger. Zum 3. Mai 1921 wechselte dieser von Köln als Staatssekretär für die besetzten Rheinischen Gebiete in das Reichsinnenministerium nach Berlin.:384

### Werdegang
Brugger nahm im Juli 1921 den Justiziar Elfgen als Regierungsassessor mit nach Berlin, wo dieser als Hilfsarbeiter in der Abteilung für die besetzten Gebiete des Reichsministerium des Innern Beschäftigung fand. Dort übertrug Brugger ihm das Referat für Verordnungen der Rheinlandkommission und Übergriffe der Besatzung. Nach Versetzung als Regierungsrat ins preußische Innenministerium (1922) führte Elfgen dort unter dem Minister Carl Severing seit Beginn des Ruhrkampfes (1923) das Referat Abwehr des Separatismus und von Besatzungsübergriffen, Hilfsmaßnahmen für die besetzten Gebiete, Besprechungen mit den politischen Führern im Rheinland. Noch im selben Jahr erhielt er die Beförderung zum Oberregierungsrat. 1925 wechselte Elfgen unter Ernennung zum Ministerialrat in das preußische Staatsministerium. Sein Zuständigkeitsbereich umfasste die Universitäten sowie die Angelegenheiten des Handels- und Landwirtschaftsministeriums.
Nach einem Zeitungsbericht vom 14. Dezember 1926 anlässlich seiner Umsetzung nach Köln, auf Vorschlag des Preußischen Ministers des Innern als dortiger Regierungspräsident, war Elfgen zuvor weiten Kreisen bekannt geworden, durch seine „emsige, auf den sozialen Ausgleich bedachte, mehr als fünfjährige Fürsorge für das besetzte Gebiet ... insbesondere in den schlimmen Jahren des Wirtschafts- und Verkehrszusammenbruchs und des Separatistenputsches 1923.“ Hervorgehoben wurde, dass Elfgen wohl zu den wenigen Ministerialbeamten gehörte, die trotz aller Einreise- und Passschwierigkeiten im besetzten Gebiet an Ort und Stelle mit den führenden Köpfen aus Wirtschaft und Verwaltung den Kontakt halten konnten.

### Regierungspräsident in Köln
Nach dem Tod des erst 50-jährigen Kölner Regierungspräsidenten Sigmund Graf Adelmann von Adelmannsfelden (gestorben am 18. Oktober 1926) war Elfgen am 21. Dezember 1926 zu dessen Nachfolger ernannt worden. Am darauffolgenden 11. Januar war seine formelle Amtseinführung. Nachdem die Reichstagswahlen vom 5. März 1933, wenige Wochen nach der Machtübernahme durch die Nationalsozialisten, im Wahlkreis Köln-Aachen mit 30,1 % nicht das von diesen gewünschte Ergebnis erzielte, wurde nach dem Kölner Oberbürgermeister Konrad Adenauer am 24. April 1933 (Karsamstag) auch Hans Elfgen abgesetzt. Auf seine Versetzung in den einstweiligen folgte zum 1. Januar 1934 aufgrund § 6 BBG die definitive Versetzung in den Ruhestand. Aus seiner siebenjähriger Amtszeit sind hervorzuheben: der Beginn der Rekultivierung des Braunkohlengebietes, die Gründung eines Bezirksplanungsverbandes zur Planung von Straßenneuanlagen oder deren Erweiterung, ferner die Wirtschaftskrise und deren Auswirkungen ab 1929 (so bezogen alleine in Köln im Jahr 1932 160.000 Personen Arbeitslosenunterstützung) und schließlich die kommunale Neuordnung zum 1. Oktober 1932, bei der insbesondere die Zahl der Kreise innerhalb Elfgens Amtsbezirk von zehn auf sieben reduziert wurde. Der Regierungsbezirk Köln verfügte zu diesem Zeitpunkt über 1,5 Millionen Einwohner und damit mehr als die damaligen deutschen Länder Hessen, Mecklenburg oder Oldenburg, aber auch als 28 weitere preußische Regierungsbezirke. Der „Radikalisierung und Verwilderung des politischen Lebens“ stand er jedoch machtlos gegenüber. Die stark steigende Zahl an politisch motivierten Demonstrationen, einschließlich der mit diesen einhergehenden Straßen- und Saalschlachten, band die Polizei zunehmend.
Als 1928 der Kölner Rabbiner Adolf Kober mündlich wie schriftlich wegen der auftretenden und zunehmenden antisemitischen Hetze vorstellig wurde, nahm Elfgen als Regierungspräsident hierzu mit Schreiben vom 18. August 1928 gegenüber dem in Koblenz sitzenden Oberpräsidenten der Rheinprovinz Hans Fuchs Stellung. Er sah dabei seitens der Polizei keine Eingriffsmöglichkeiten, zumal sich diese ungern an den Punkt bringen ließe, „bei der Beschlagnahme vom Richter nachträglich desavouiert zu werden, sie zieht es vielmehr vor, die Initiative dem Staatsanwalt zu überlassen“. Letzterer sah jedoch keinen Anlass zum Einschreiten. Elfgen kam in seiner Stellungnahme an seine vorgesetzte Dienststelle zu dem Schluss: „Verwarnungen würden in den Wind gesprochen sein und nur unflätige Kritik an den Behörden hervorrufen.“
Im Gegensatz zu dem damaligen Kölner Oberbürgermeister Konrad Adenauer, der es ablehnte, Adolf Hitler anlässlich des Besuchs einer Wahlveranstaltung in Köln am 17. Februar 1933 als Reichskanzler zu begrüßen, da er als Wahlredner gekommen sei, nahmen Hans Elfgen als Regierungspräsident und der amtierende Polizeipräsident Walther Lingens am 19. Februar an der »Riesenkundgebung« in der Deutzer Messehalle teil. Der Historiker Horst Matzerath beschrieb Elfgens Wirken als Regierungspräsident während der ersten Wochen nach der Machtübernahme durch die Nationalsozialisten als „überaus anpassungswillig“, doch mit dem Makel versehen, dass er der Zentrumspartei angehört hatte und zudem mit dem alten »System« identifiziert werde.

### 1933 bis 1968
Nach seiner Entlassung in Köln hielt sich Elfgen zunächst bis 1934 in Rom, Oxford und London auf. 1935 zog er nach Berlin, wo er als juristischer Berater für eine Akkumulatorenfabrik tätig war, ehe er 1936 die Vermögensverwaltung der Erben Pauli in Köln (bis 1956) und die Rechtsberatung der Kranken- und Pflegeanstalten G.m.b.H Arenberg (bis 1960) übernahm. Seitens der NSDAP wurde Elfgen nach seiner Entlassung weiter beobachtet. So schrieb Reinhard Heydrich, Chef der Sicherheitspolizei und des SD, am 23. Mai 1942 an den Chef der Militärverwaltung in Belgien und vormaligen Kölner Regierungspräsidenten Eggert Reeder: 

„Auch der ... frühere Kölner Regierungspräsident und Westreferent im Preußischen Staatsministerium, Elfgen, ist ein Mann, der im Zuge der Bereinigung des Berufsbeamtentums in den Ruhestand versetzt werden mußte. Auch er gehörte dem Zentrum an. Erst im Jahre 1941 hat Elfgen den Dominikanerorden beim Oberfinanzpräsidenten in Koblenz vertreten und ist bis zum heutigen Tage Mitglied des Kuratoriums des Ordens vom „Guten Hirten“ in Köln. Auch Elfgen muß in politischer und charakterlicher Hinsicht restlos abgelehnt werden...“

 1946 erhielt Elfgen die Zulassung als Rechtsanwalt beim Amts- und Landgericht Köln. Er war Träger mehrerer kirchlicher Orden.

### Familie

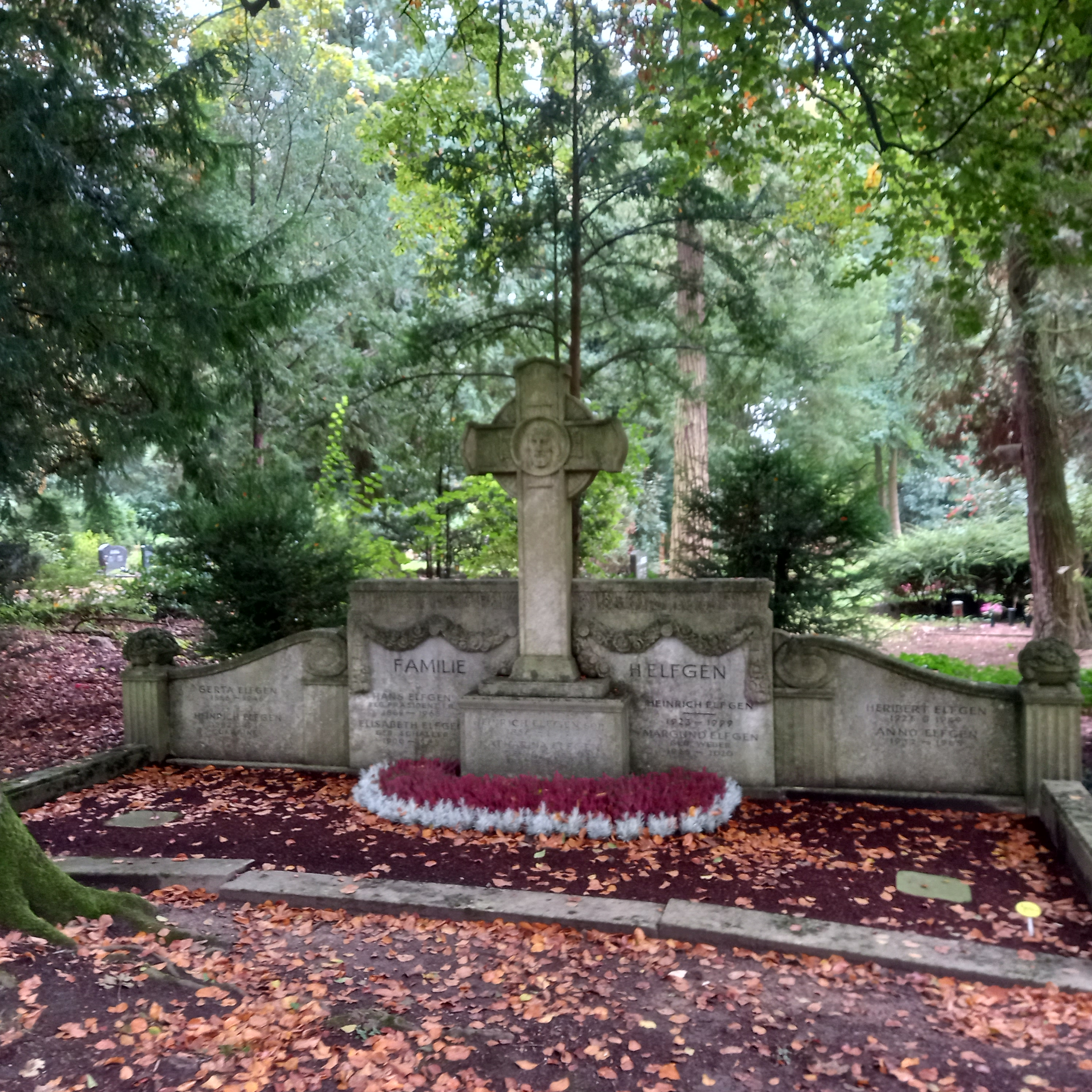
Das Grab von Hans Elfgen und seiner Ehefrau Elisabeth geborene Schaller im Familiengrab auf dem Südfriedhof (Köln)

Der Katholik Hans Elfgen heiratete am 2. Oktober 1922 in Berlin–Lankwitz Elisabeth Franziska Wilhelmine Schaller (geboren 26. Februar 1900 in München; gestorben 4. Oktober 1986 in Köln), Tochter des Fabrikdirektors in Berlin, Otto Schaller (1859–1945) und der Maria Schaller, geborene Pauli (1866–1951). Der langjährige Kölner Oberbürgermeister Max Wallraf war über seine zweite Frau, Anna Wallraf, geborene Pauli, ein Onkel, der Kölner Architekt Fritz Schaller ein Schwager Elfgens. 
Der jüngste der drei Söhne aus der Ehe von Hans und Elisabeth war Anno Elfgen. Der 1961 vor der Rechtswissenschaftlichen Fakultät an der Universität zu Köln mit der Arbeit Die Mejora. Geschichte und Dogmatik im spanischen und südamerikanischen Recht zum Dr. jur. promovierte spätere Kulturattaché an der Deutschen Botschaft in Stockholm erlangte größere Bekanntheit, als er sich am 24. April 1975 unter den Überlebenden der Geiselnahme durch das „Kommando Holger Meins“ befand. Annos älterer Bruder Heribert Ansgar Elfgen (1925–1949) starb in seinem 24. Lebensjahr an den Folgen der Kriegsgefangenschaft, er absolvierte zu diesem Zeitpunkt eine Lehre als Autoschlosser.